# Mariä-Entschlafens-Kathedrale (Kiew)

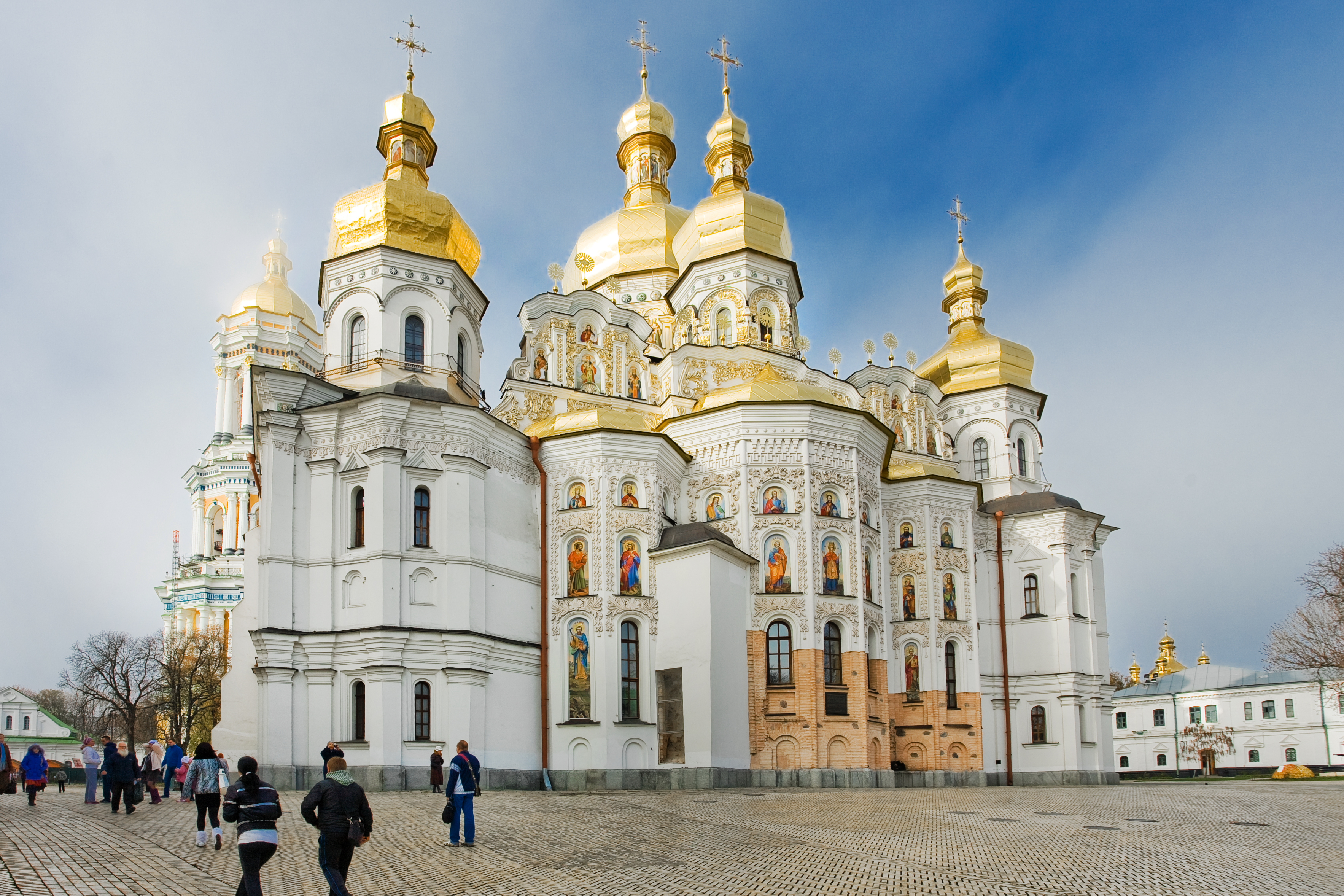
Mariä-Entschlafens-Kathedrale in Kiew

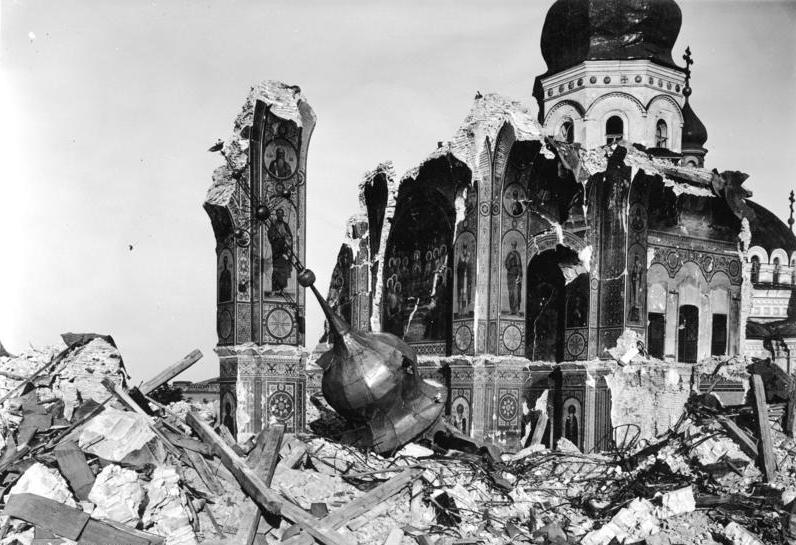
Die zerstörte Uspenski-Kathedrale des Kiewer Höhlenklosters, 1942

Die Mariä-Entschlafens-Kathedrale (auch Uspenski-Kathedrale oder Mariä-Himmelfahrts-Kathedrale) in Kiew ist ein repräsentativer barocker Kirchenbau im Bereich des Kiewer Höhlenklosters. Die Kathedrale wurde im Jahre 1073 in der Epoche der Kiewer Rus im byzantinischen Stil erbaut und war lange Zeit der wichtigste Sakralbau Altrusslands. An der Ausmalung war der Mönch Alimpi beteiligt. Im 18. Jahrhundert wurde es im Stil des Kosakenbarocks umgebaut.
Das Bauwerk wurde während der deutschen Besatzung Kiews in der Schlacht um Kiew im Herbst 1941 gesprengt. Albert Speer gab in seinen Memoiren an, dass dies auf Befehl des Reichskommissars der Ukraine Erich Koch geschehen war. Im Rahmen der Nazi-Ideologie waren identitätsstiftende Kultstätten der unterworfenen Völker zu beseitigen. In Publikationen orthodoxer Autoren und des evangelischen Theologen und Kirchenhistorikers Friedrich Heyer, die damals in Kiew waren, wird die Sprengung als Werk sowjetischer Saboteure angesehen.
Die Kirche wurde von 1998 bis 2000 in möglichst originaler Form wieder errichtet. Sie zählt somit zu den in den Nachfolgestaaten der Sowjetunion häufigen wieder geborenen Gotteshäusern.